# Freya von Moltke
Freya von Moltke (nata Deichmann) (Colonia, 29 marzo 1911 – Norwich, 1º gennaio 2010) è stata una scrittrice tedesca, nota per aver preso parte alla resistenza anti-nazista.

## Biografia
Nata Freya Deichmann, figlia di Carl Theodor Deichmann, banchiere e di Ada Deichmann (nata von Schnitzler), convolò a nozze con Helmuth James Graf von Moltke: suo marito fu il fondatore del Circolo di Kreisau, che raccoglieva un gruppo di dissidenti tedeschi che si riunivano, appunto, a Kreisau.
È morta il 1º gennaio 2010, a pochi mesi dal compimento dei 99 anni.

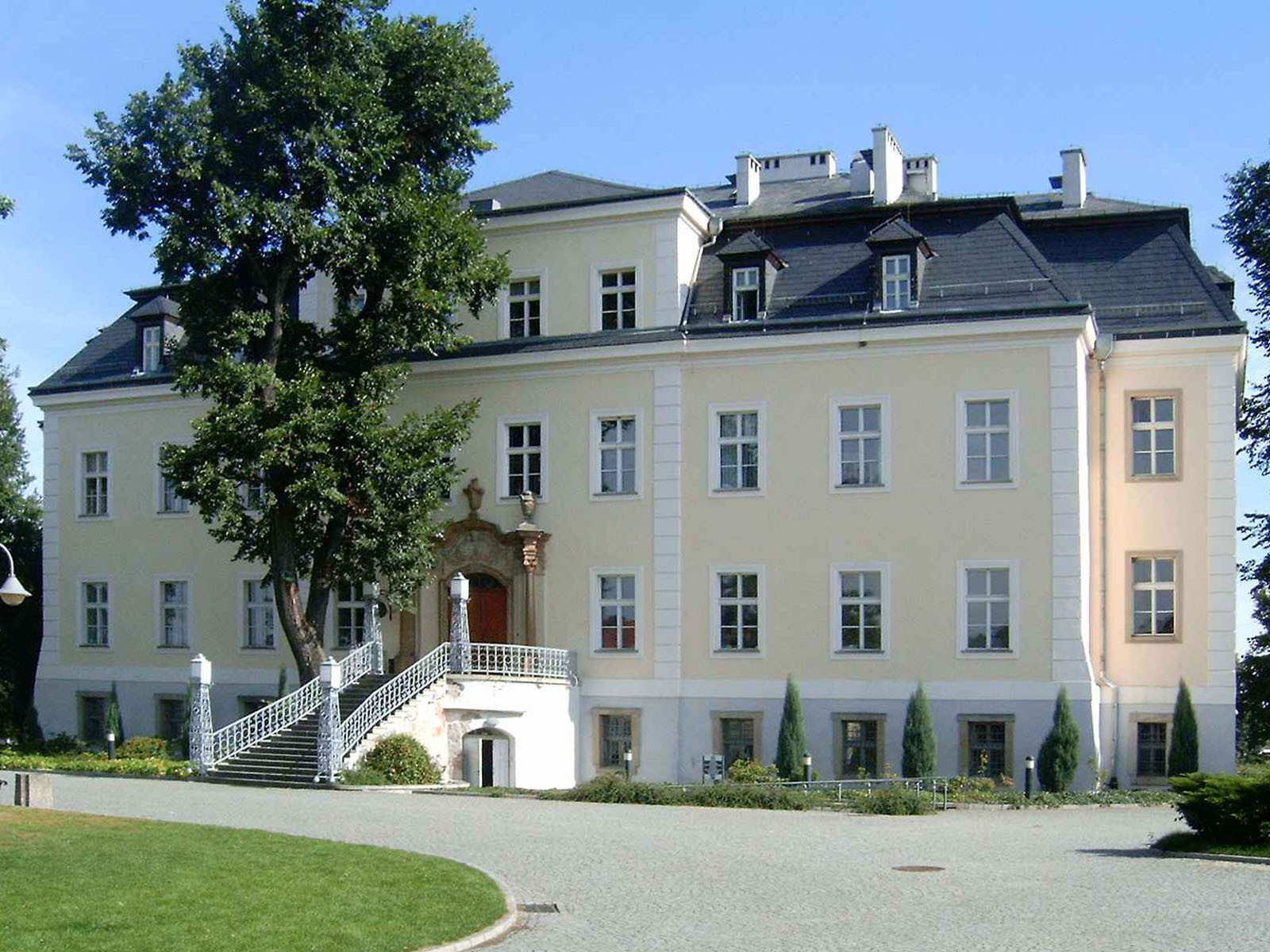
La casa dei Moltke a Kreisau

## Opere
- (con Annedore Leber): Für und wider, Entscheidungen in Deutschland 1918–1945, 1961
- Erinnerungen an Kreisau 1930–1945, C. H. Beck, München 2003, ISBN 3-406-51064-7
- Briefe an Freya 1933 – 1945 (Briefe ihres Mannes), C. H. Beck, München 2005, ISBN 3-406-35279-0
- Die Verteidigung Europäischer Menschlichkeit, in: Beilage zur Wochenzeitung Das Parlament vom 28. Juni 2004, Aus Politik und Zeitgeschichte, B 27/2004, Bonn 2004